# أليسيا رودريغيز
أليسيا رودريغيز (بالإسبانية: Alicia Rodríguez)‏ هي ممثلة إسبانية ومكسيكية، ولدت في 2 مايو 1935 بمالقة في إسبانيا.

## أعمال

### مسلسلات
- الأغنياء أيضا يبكون

## وصلات خارجية
- أليسيا رودريغيز على موقع IMDb (الإنجليزية)
- أليسيا رودريغيز على موقع كينوبويسك (الروسية)